# Сухој Су-15
Сухој Су-15 (рус. Сухой Су-15; НАТО назив енгл. Flagon) је суперсонични двомоторни ловац-пресретач на млазни погон са делта крилима направљен у Совјетском Савезу. Овај авион је први пут полетео 1962. године, производња овог авиона је почела 1966, а у употребу је уведен 1967. године и био у употреби све до 1996.. Из употребе је потиснуо застареле ловаце пресретаче Су-9 и Су-11.

## Пројектовање и развој
Шездесетих година прошлог века трка у наоружању између два блока је бесомучно трајала, стално су се тражила нова оружја боља од оних на противничкој страни. Ова трка је нарочито била изражена у области ловаца пресретача. Непрекидно се тражио бржи, ефикаснији ловац са оперативни летом на великим висинама уз што је могуће већи радијус дејства. У тој трци П. О. Сухој. главни конструктор ОКБ Сухој је дао налог начелнику првог сектора И. И. Цербикову да направи нови ловац пресретач користећи сва добра решења са постојећих авиона Су-9 и Су-11, буквално налог је изгледао овако: „...преради нос, промени кабину, направи бочне уводнике ваздуха, а остало користи са Су-9 и Су-11“. На основу таквог налога 1961. године урађен је први примерак новог авиона са АЛ-7Ф-2 мотором који је задржао труп, крило, реп и стајни трап са прототипа Т-3. Међутим такав авион није могао да задовољи захтеве тог тренутка па се одмах кренуло на модификацију овог авиона и то побољшање радарског система и двомоторна варијанта ловца пресретача. Тај авион је добио радну ознаку Т-58, полетео је 1962. године, а уведен у наоружање 1967. под називом Су-15

### Технички опис
Авион Су-15 је једноседи двомоторни авион направљен према класичној шеми, нискокрилац је са делта (троугластим) крилом и углом нагиба нападне ивице крила 55° што му омогућава постизање веома великих брзина. Репни стабилизатори су били стреластог облика, а испод вертикалног кормила правца је био смештен кочиони падобран. Труп авиона је правоугаоног попречног пресека и одликовао се чистим аеродинамичним површинама. Нос авиона је био копљастог облика у коме му је био смештен радар, а са стране су му се налазила два уводника за ваздух, непосредно иза кабине пилота, са системом за регулисање протока у зависности од висине и брзине лета авиона. Авион је имао два турбомлазна мотора Тумански Р-13Ф2-300 са функцијом додатног сагоревања (форсаж). Потисак сваког мотора је износио 40,2 kN без додатног сагоревања (форсажа) или 64,7 kN са форсажом. Стајни трап је био исти које се примењивао и код његових претходника Су-7, Су-9 и Су-11, значи проверен и поуздан који је толерисао и лоше припремљене писте. Био је увлачећи система трицикл, предња носна нога се увлачила у труп авиона, а главне ослоне ноге су се налазиле испод крила и у току лета су се увлачиле у крила. Положај крилних ногу стајног трапа је био такав да није сметао систему подвешавања оружја и спољних резервоара за гориво. Кокпит пилота смештен у кабину под притиском, а лоциран готово у самом носу авиона омогућавао је добру прегледност пилоту како у фазама полетаља и слетања тако и при лету авиона. Авион Су-15 је био опремљен радаром Ориол са пречником антене 950 mm, и ефикасним дометом од 100 km за циљеве средњег радарског одраза. Поседовао је полуатутоматски и аутоматски систем навођења и контролу лета са командног места. Наоружање се састојало из две ракете Р-98 од којих је једна са полуактивним радарским самонавођењем ознаке Р-98Р, а друга са ИЦ (инфра црвеним) самонавођењем ознаке Р-98Т. Ефикасан домет ових ракета је био од 25 до 30 km, максимална брзина циља 2.500 km/h а максимална висина 24.000 m. Овим ракетама је било могуће гађати циљеве и 6.000 m изнад авиона носача ракете.
Боља модификација овог авиона која је носила ознаку Су-15Т (НАТО назив енгл. Flagon Е) уведена је у наоружање 1972. године, имала је радар Тајфун истог домета као и Ориол, али знатно отпорнији на радарско ометање. Аутоматски систем за управљање је имао функцију копирања терена на бази радио висинометра тако да је знатно олакшавао пилоту лет на малим висинама. Овај авион је имао другачије крило од Су-15 тј. крило у облику двоструке делте са стрелом 60° и 45°. Крило је имало већу површину и за 720 mm већи размах, што му је давало већи коефицијент узгона, смањење брзине слетања и смањење индукованог отпора при заокрету. Од наоружања овај авион је поред ракета В-В, могао да носи два подвесна топовска контејнера са паром топова од 23 mm и 250 граната, по две бомбе од 500 kg или 4 х 250 kg бомби.
Следећа верзија овог авиона је била Су-15ТМ и уведена је у наоружање 1974. године. Код ове верзије је дошло до промене радарске куполе што је повећала отпор авиона и тиме смањила максималну брзину, али је зато омогућила ефикаснији рад радара и повећала његов домет. У току 1978. године на овај авион су уграђене самонавођене ракете кратког домета Р-60, са дејством од 200 m до 7,5 km, које су се одликовале изванредном покретљивошћу. 
Поред већ побројаних варијанти авиона Су-15 који су оперативно коришћени, 1966. године ја направљена експериментална верзија овог авиона са ознаком Т-58ВД који је био намењен истраживању са краћим слетењем и полетањем STOL. Авион је у ту сврху имао три мотора смештена у централном делу трупа Колесов РД-36-35 са потиском од 23,5 kN који су давали додатну силу узгона тако да је брзина слетања са 315 смањена на 225 km/h. Убацивањем трећег мотора у труп авиона знатно су се смањили унутрашњи резервоари за гориво па је тиме смањен (ионако на граници прихватљивости) радиус дејства те се због тога одустало од практичне примене овог решења..

### Варијанте авиона Сухој Су-15
Ознаке варијанти авиона Су-15 приказани су надаље:
- Су-15 – прва прототипска верзија ловаца пресретача Су-15 произведен (1966),(НАТО назив енгл. )
- Су-15Т – серијски произвођен авион ловац пресретач Су-15 (1970),(НАТО назив енгл. )
- Су-15ТМ – серијски произвођен авион ловац пресретач Су-15 (1971),(НАТО назив енгл. )
- Су-15бис – експериментални авион ловац пресретач Су-15 са новим мотором(1972),(НАТО назив енгл. )
- Су-15УТ – школско тренажна варијанта авиона Су-15 (1969),(НАТО назив енгл. )
- Су-15УМ – школско тренажна варијанта авиона ловца пресретача Су-15ТМ (1976),(НАТО назив енгл. )
- Су-15ВД/T-58ВД - експериментална варијанта авиона Су-15 прављена за експериментисање са скраћеним полетањем STOL(1966), (НАТО назив енгл. Flagon-B).

## Наоружање
| Наоружање авиона: Сухој Су-15  |                                                      |
| Ватрено (стрељачко) наоружање  |                                                      |
| Топ                            |                                                      |
| Број и ознака топа             | 2 х ГСХ-23Л (контејнер топ са 250 граната)           |
| Број граната                   | 250                                                  |
| Калибар                        | 23                                                   |
| Митраљез                       |                                                      |
| Бомбардерско наоружање (бомбе) |                                                      |
| Класичне авио бомбе            | 2 х ФАБ-250                                          |
| Укупна маса                    | 500                                                  |
| Број тачака за подвешавање     | 2                                                    |
| Ракетно наоружање (ракете)     |                                                      |
| Број и ознака ракета           | 2 х Р-98; 2-4 х П-60; 2 х блок УБ-16-57 или 2 х Ц-24 |
| Број подвешаних ракета         | 6                                                    |

## Оперативно коришћење
Авион Су-15 је произведен у 1.400 примерака. Производила га је Фабрика авиона N°153 Новосибирск у периоду од 1966. до 1979. Авион Су-15 није продаван другим земљама него га је искључиво користило Војно ваздухопловство Совјетског Савеза. Једно кратко време, почетком седамдесетих година прошлог века, овај авион је био стациониран у Египту са руским посадама и коришћен је за заштиту аеродрома на којима су били лоцирани извиђачки авиони МиГ-25Р. 
Након распада Совјетског Савеза известан број ових авиона је остао у наоружању ратних ваздухопловстава Украјине и Грузије. 
Овај авион је учествовао у два инцидента по којима је постао познат и широј светској јавности. Први инцидент у коме је употребљено оружје се одиграо априла месеца 1978. године када је путнички авион Боинг 707 јужнокорејске ваздухопловне компаније на линији из Канаде за Париз преко северне хемисфере „залутао“ скренувши са курса 110°, необазирући се на опомене пилота ловаца Су-15 који су га пресрели надлетео је војно поморску базу у Мурманску, иначе базу стратегијских подморница. Пилот Су-15 је испалио једну ракету Р-60 која је уништила један мотор авиона и оштетила крило тако да је авион морао да слети у близини Архангелска. У овом инциденту погинула су два од укупно 109 путника и чланова посаде.
Други инцидент се догодио неколико година касније тј. 1983. године, такође са јужно корејским авионом Боинг 747 који је летећи на линији Аљаска-Сеул скренуо са курса и надлетео Владивосток највећу совјетску војнопоморску базу на Далеком истоку. Пилот није реаговао ни на једно упозорење иако је готово 2,5 сати летео у оквиру ваздушног простора Совјетског Савеза на крају када су пропали сви покушаји да се авион врати на дефинисани ваздушни коридор пилоти Су-15 су добили наређење да оборе авион. Авион је оборен са две ракете Р-98 и он је са 269 путника и чланова посаде пао у Јапанско море.

## Земље које су користиле овај авион
- СССР
- Русија
- Украјина
- Грузија